# Žytomyr
Žytomyr (in ucraino Житомир?, Žytomyr; in polacco Żytomierz; in russo Житомир?, Žitomir) è una città ucraina (261 624 abitanti), nel distretto di Žytomyr, nell'oblast' di Žytomyr. Ospita l'amministrazione dell'oblast' di Žytomyr, del distretto di Žytomyr e della comunità territoriale di Žytomyr, una delle comunità territoriali dell'Ucraina.
Fino al 18 luglio 2020 Žytomyr costituiva una città di rilevanza regionale e non apparteneva ad alcun distretto anche se era il centro amministrativo del distretto di Žytomyr. Come parte della riforma amministrativa dell'Ucraina, che ridusse a quattro il numero di distretti dell'oblast' di Žytomyr, la città fu integrata nel distretto di Žytomyr.

## Geografia fisica
Žytomyr sorge in un paesaggio naturale unico; tutti i lati della città sono circondati da antiche foreste attraverso le quali scorrono il fiume Teteriv, la Kam'janka, la Jarošenka e la Putjatinka.

## Storia
Žytomyr fu fondata nell'VIII secolo da Žytomyr, principe di una tribù slava dei Drevljani. La data esatta della sua prima citazione, 988, è scolpita nella grande pietra, che giace sulla collina dove fu fondata la città. Ad ogni modo, il primo documento della città è datato 1240, quando fu saccheggiata dalle orde di Mongoli di Batu Khan. Nel 1320 Žytomyr fu conquistata dal Granducato di Lituania e ricevette il Diritto di Magdeburgo nel 1444.
Dopo l'Unione di Lublino del 1569, la città fu incorporata della Corona del Regno di Polonia. Nel corso della rivolta di Bohdan Chmel'nyc'kyj, Žytomyr venne conquistata dai cosacchi e dai Tatari di Crimea loro alleati e rasa al suolo. Gli abitanti vennero massacrati. Con la seconda spartizione della Polonia del 1793, passò all'Impero russo e fu capoluogo dal 1804 al 1925 della Gubernija della Volinia. Durante il breve periodo di indipendenza dell'Ucraina, la città fu capitale nazionale per poche settimane, nel 1918. Dal 1920 la città è stata sotto dominio sovietico.

### Seconda guerra mondiale

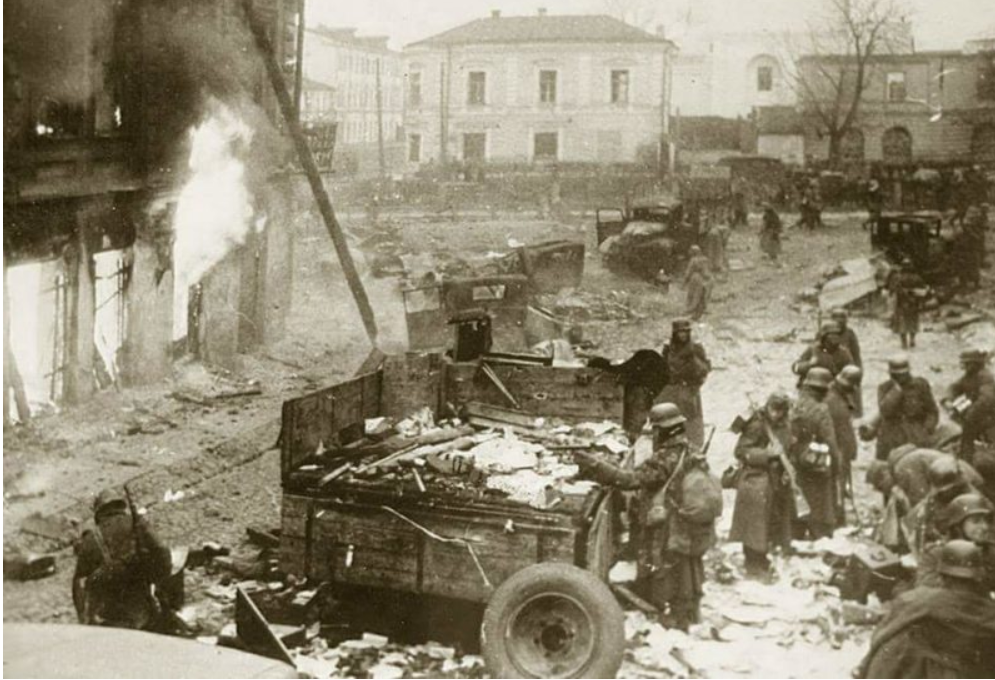
Le truppe tedesche controllano i mezzi motorizzati sovietici distrutti e abbandonati al centro di Žytomyr il 20 novembre 1943
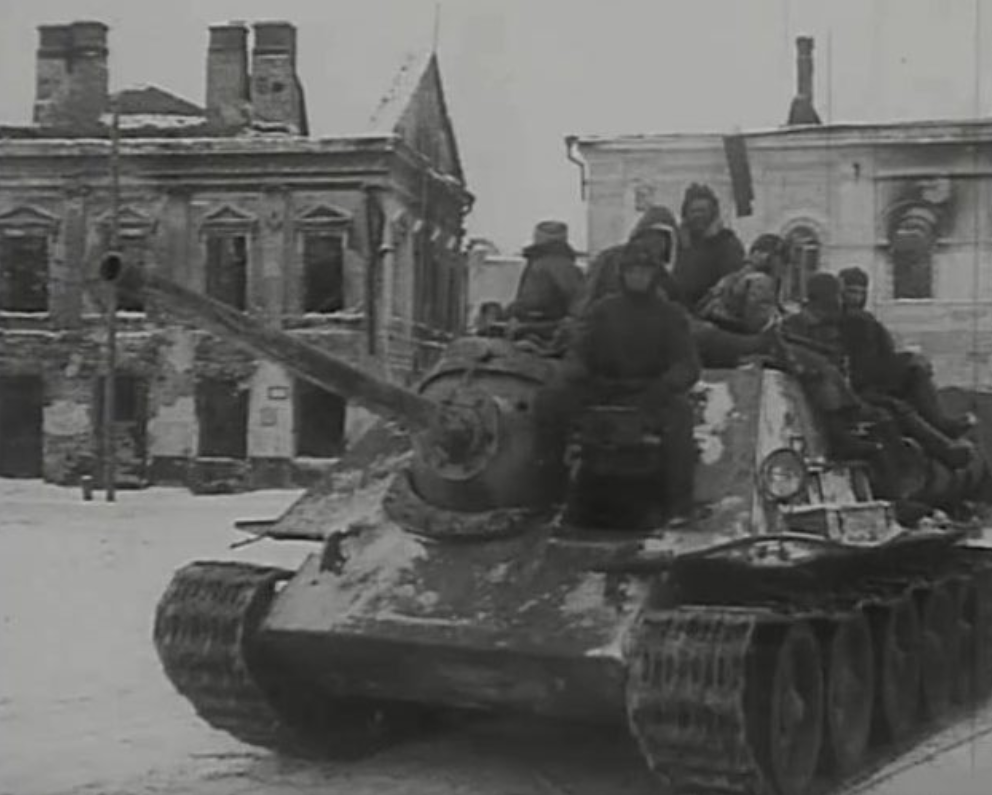
I mezzi corazzati sovietici rientrano a Žytomyr il 31 dicembre 1943

Nel corso della seconda guerra mondiale la città venne conquistata dai tedeschi della 13. Panzer-Division all'inizio dell'operazione Barbarossa il 7 luglio 1941 subito dopo la battaglia di Dubno; ospitò il quartier generale di Heinrich Himmler in Ucraina. Nel 1941, vi si fermò il Sonderkommando 4a, guidato da Paul Blobel, come pure, nel 1943, il Sonderkommando 1005, guidato dallo stesso.
Žytomyr rimase sotto occupazione tedesca fino al 12 novembre 1943 quando nel corso della offensiva su Kiev l'Armata Rossa sovietica (reparti del 1º Corpo di cavalleria della Guardia) liberò una prima volta la città. Dopo pochi giorni però le truppe corazzate tedesche sferrarono la controffensiva di Žytomyr e il 19 novembre 1943, dopo una violentissima battaglia, i reparti della 7. Panzer-Division e della 1. Panzer-Division riconquistarono la città. Nel mese di dicembre 1943 l'Armata Rossa sferrò l'offensiva di Žytomyr-Berdyčiv e le unità della 38ª Armata e della 1ª Armata della Guardia liberarono definitivamente Žytomyr.
Dal 1991 fa parte della repubblica indipendente dell'Ucraina.

## Monumenti e luoghi d'interesse

### Architetture religiose
- Cattedrale di Santa Sofia
- Cattedrale di San Michele

### Architetture civili
- Museo della cosmonautica Sergej Pavlovič Korolëv

## Società

### Etnie e minoranze straniere
L'oblast di Žytomyr è il principale centro della minoranza polacca in Ucraina. Žytomyr ospita una cattedrale di rito cattolico ed un cimitero polacco, il terzo più grande al di fuori dei confini della Polonia, fondato nel 1800.

### Religione
È sede della diocesi cattolica di Kiev-Žytomyr, suffraganea dell'arcidiocesi di Leopoli, e dell'eparchia ortodossa (dipendente dal Patriarcato di Mosca) di Žytomyre Novohrad-Volyns'kyij.

## Geografia antropica

### Urbanistica
La città è ricca di parchi e piazze pedonali.

## Infrastrutture e trasporti
Žytomyr è un grande nodo per i trasporti. La città sorge sulla via storica che collega la città di Kiev con l'ovest attraverso Brėst. Oggi collega Varsavia con Kiev, Minsk con Izmaïl e altre grandi città dell'Ucraina.

### Mobilità urbana
Žytomyr dispone di una rete tranviaria.

## Amministrazione

### Gemellaggi
- Kutaisi
- Montana
- Płock
- Smolensk
- Homel'
- Bytom

## Sport

### Squadre
Il principale club calcistico della città è il Polіssja Žytomyr, società fondata nel 1959.
Ha sede in città la squadra di football americano dei Zhytomyr Bisons.